# Kavakami Naoko
Kavakami Naoko (川上 直子; Hepburn: Kawakami Naoko) (Akasi, 1977. november 16. –) japán válogatott labdarúgó.

## Klub
A labdarúgást a Tasaki Perule FC csapatában kezdte. 1990 és 2004 között a Tasaki Perule FC csapatában játszott. 2005-ben a Nippon TV Beleza csapatához szerződött. 2006-ban vonult vissza.

## Nemzeti válogatott
2001-ben debütált a japán válogatottban. A japán válogatott tagjaként részt vett a 2003-as világbajnokságon és a 2004. évi nyári olimpiai játékokon. A japán válogatottban 48 mérkőzést játszott.

## Statisztika
| Japán válogatott | Japán válogatott | Japán válogatott |
| Időszak          | Mérk.            | gól              |
| ---------------- | ---------------- | ---------------- |
| 2001             | 10               | 0                |
| 2002             | 10               | 0                |
| 2003             | 14               | 0                |
| 2004             | 10               | 0                |
| 2005             | 4                | 0                |
| Összesen         | 48               | 0                |

## Sikerei, díjai
Japán válogatott
- Ázsia-kupa:  Ezüst; 2001

Klub
- Japán bajnokság: 2003, 2005, 2006

Egyéni
- Az év Japán csapatában: 2000, 2002, 2003, 2004, 2005